# Hadena defasciata
Hadena defasciata är en fjärilsart som beskrevs av Hans-Joachim Hannemann 1916. Hadena defasciata ingår i släktet Hadena och familjen nattflyn. Inga underarter finns listade i Catalogue of Life.